# 士別森林鉄道
士別森林鉄道は、森林経営の合理化を図るために北海道上川郡朝日町（現在は士別市）の天塩川上流の国有林を伐採し搬出することを目的に、朝日営林署によって昭和初期に敷設された。

## 概要
1930年（昭和5年）に着工、1932年（昭和7年）11月に開業した。初年度は士別軌道・奥士別駅に隣接する朝日営林署輸送事務所を起点として登和里神社までの7.0km、翌年には登和里神社から新奥士別までの14.0km、1932年（昭和7年）は新奥士別からポンテシオの天塩岳御料地まで9.5km敷設し本線30.5kmを竣工した。
路線の構造規格は軌条10㎏を使用し、幅員2.7ｍ、平均勾配10.75パミール、最急勾配25.0パミール、最小半径30ｍ、道床厚0.18ｍ、橋梁数36ヶ所、特殊構造物としてプレートガーター35.91ｍ（天塩川第三橋梁）・1ヶ所があった。
1937年（昭和12年）には本線から分岐して似狭（にさま）線7.0km・咲留（きっくる）線3.7kmが延長され、さらに1939年（和14年）ペンケ沢に10.2kmを敷設して総延長51kmに達した。戦争中は伐採量が従来の60％増となり、1941年（昭和16年）以降の輸送量も約29,000立方メートル（16万石）に達したが、1946年（昭和21年）以降は約14,500立方メートル（8万石）を維持していた。1948年（昭和23年）には士別軌道と通車運転（営林署の運材車が直接乗入）を開始、この間軌条の増設・移動が行われた。1953年（昭和28年）咲留作業軌道3.0kmを森林鉄道に編入、1954年（昭和29年）には本流奥地域（天塩岳山麓）開発のため幹線30kmをさらに5.0km延長した。
同年の洞爺丸台風（15号台風）による風倒木処理期間中はペンケ沢の直営伐採事業を中止して軌条10kmを撤去、これを天塩川上流域に敷設し、輸送力を最大限に活用したが、1958年（昭和33年）には「運材に弾力性があり、森林鉄道より維持費の安い自動車道に転換」するという林道経営方針の転換により、1960年（昭和35年）までに全線が自動車道並びに併用林道に転換された。
廃線跡の大部分は1970年（昭和45年）に完成した岩尾内ダムにより水没し、士別市あさひサンライズホールにミニSLが展示され往時の情景が再現されている。

## 路線データ
- 路線距離
- 士別森林鉄道本線：30.5km
- ペンケ線：10.2km
- 似狭線：7.0km
- 咲留線：3.7km
- 於鬼頭線：1.5km

- 軌間：762mm
- 動力：蒸気・内燃